# Puihardy
Puihardy ist eine französische Gemeinde mit 63 Einwohnern (Stand: 1. Januar 2022) im Département Deux-Sèvres in der Region Nouvelle-Aquitaine (vor 2016: Poitou-Charentes). Sie liegt im Arrondissement Parthenay und im Kanton Autize-Égray. 

## Lage
Puihardy liegt etwa 30 Kilometer westsüdwestlich von Parthenay. Der Fluss Saumort verläuft an der östlichen Gemeindegrenze.

### Nachbargemeinden
Umgeben wird Puihardy von den Nachbargemeinden La Chapelle-Thireuil im Norden, Fenioux im Nordosten und Osten sowie Ardin im Süden und Westen.

## Bevölkerungsentwicklung
| Jahr                       | 1962 | 1968 | 1975 | 1982 | 1990 | 1999 | 2006 | 2019 |
| Einwohner                  | 67   | 55   | 53   | 55   | 44   | 39   | 30   | 62   |
| Quellen: Cassini und INSEE |      |      |      |      |      |      |      |      |

## Sehenswürdigkeiten

Kirche Saint-Nicolas

- Kirche Saint-Nicolas